# Сан Бернардо (Ђенова)
Сан Бернардо (итал. San Bernardo) је насеље у Италији у округу Ђенова, региону Лигурија.
Према процени из 2011. у насељу је живело 216 становника. Насеље се налази на надморској висини од 165 м.